# Имамзаде-Давуд
Имамзаде-Давуд (перс. امام زاده داود‎) — село на севере Ирана, в остане Тегеран. Входит в состав шахрестана Тегеран. Является частью дехестана (сельского округа) Сулькан бахша Кан.

## География
Село находится в северо-западной части остана, в пределах горной системы Эльбурс, на расстоянии приблизительно 9 километров (по прямой) к северу от Тегерана. Абсолютная высота — 2585 метров над уровнем моря.

## Население
По данным переписи 2006 года население села составляло 179 человек (96 мужчин и 83 женщины). В Имамзаде-Давуде насчитывалось 50 домохозяйств. Уровень грамотности населения составлял 69,3 %. Уровень грамотности среди мужчин составлял 71,9 %, среди женщин — 66,3 %.
В 2016 году в селе имелось 142 домохозяйства и проживало 468 человек (245 мужчин и 223 женщины).